# Daniil Tschorny

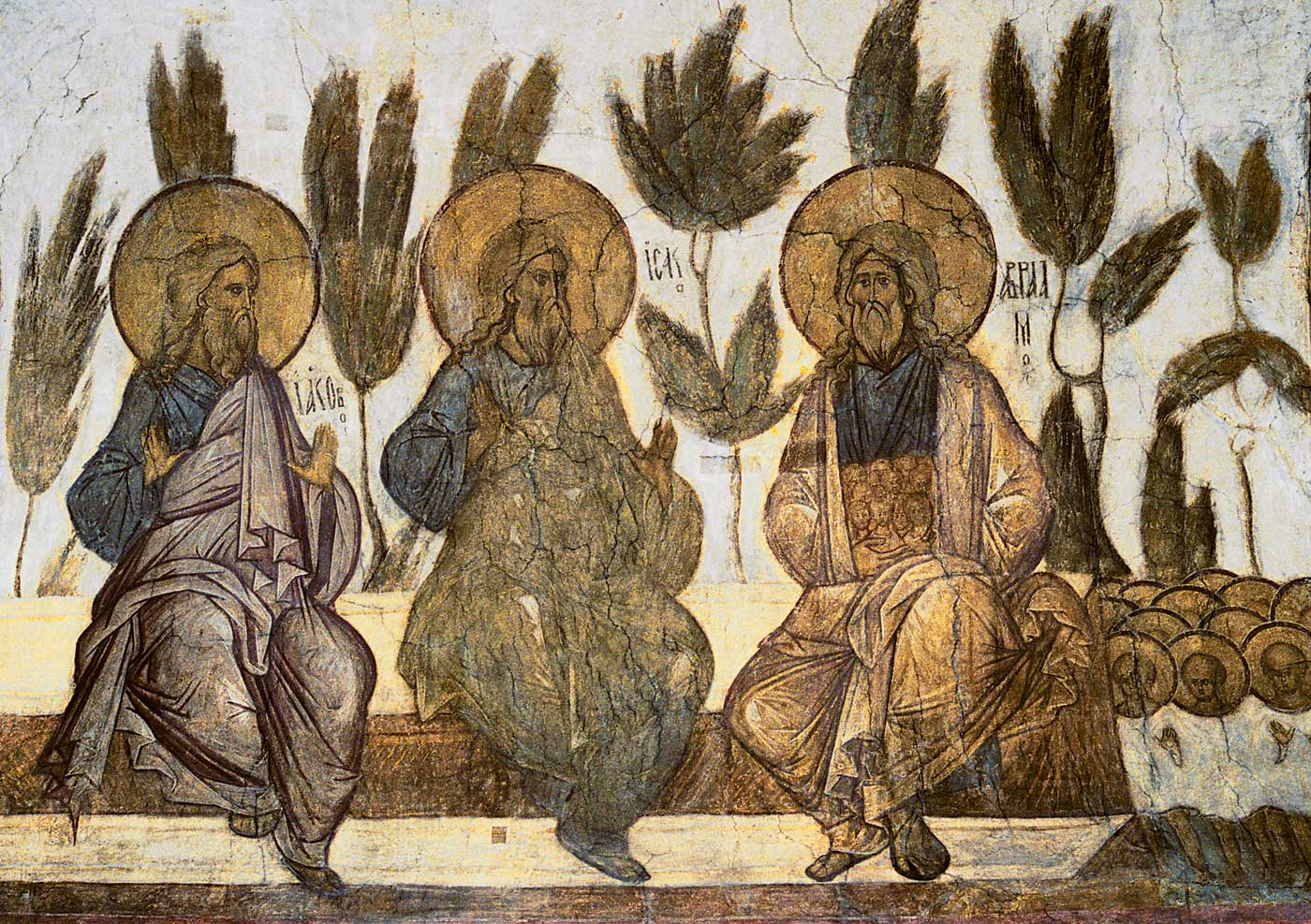
Von Tschorny geschaffenes Fresko

Daniil Tschorny (russisch Дании́л Чёрный;* um 1360; † um 1430) war ein russischer Mönch und bekannter Maler von Fresken und Ikonen.
Tschorny (für der Schwarze) arbeitete gemeinsam mit Andrei Rubljow und weiteren Künstlern 1408 an der Ausmalung der Mariä-Entschlafens-Kathedrale in Wladimir. Er war auch an Arbeiten in anderen Kathedralen beteiligt, so insbesondere an der Dreifaltigkeitskathedrale des Dreifaltigkeitsklosters von Sergijew Possad.